# Взятие Поррантруи
Взятие Поррантруи (фр. Prise de Porrentruy) — первое сражение Войны первой коалиции эпохи французских революционных войн. Произошло 28 апреля 1792 года и стало первой победой революционной Франции. 

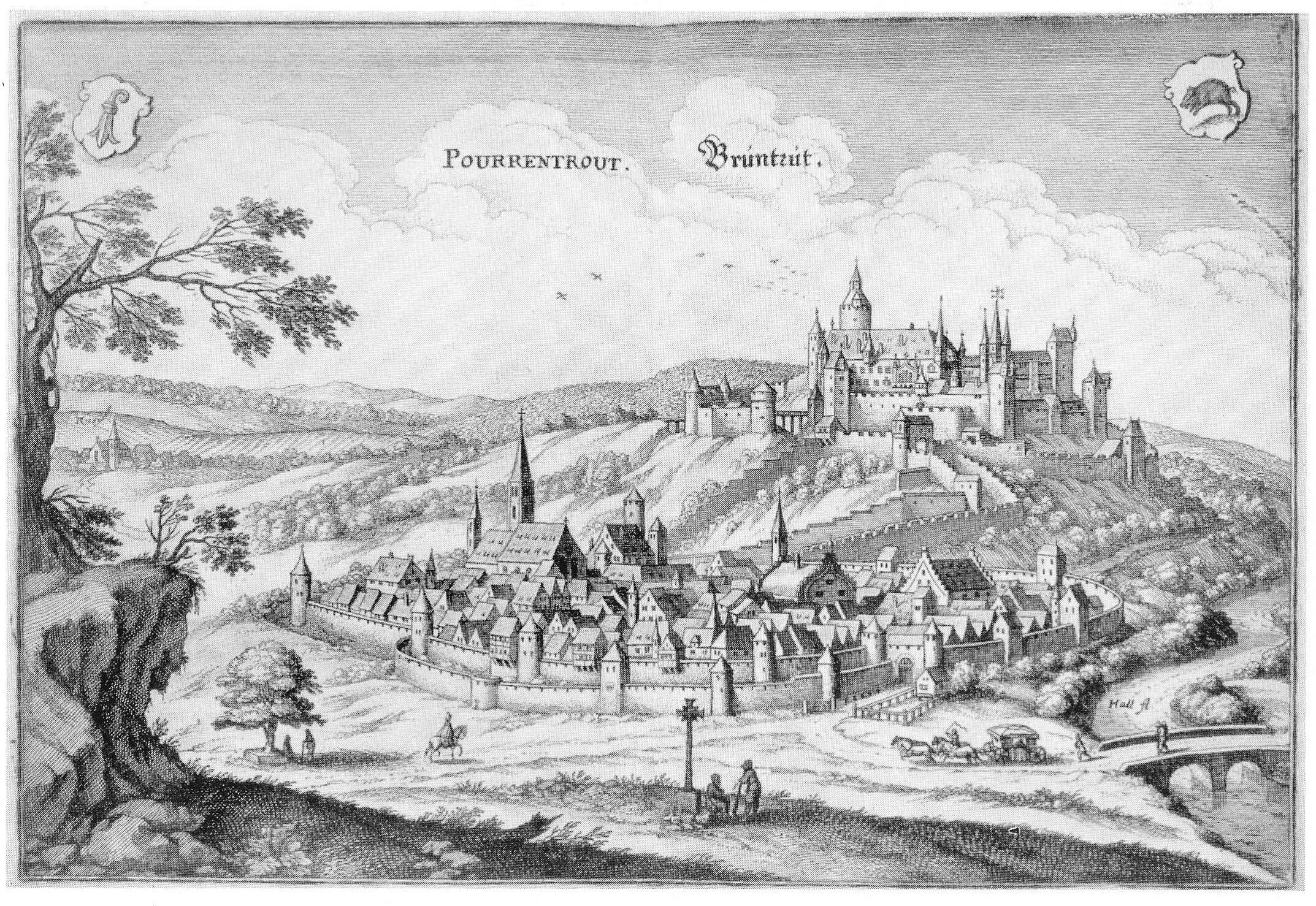
Цитадель Поррантруи в XVII в.

20 апреля 1792 года революционная Франция объявила войну Францу II, императору Священной Римской империи, который пятью днями ранее предъявил французскому конституционному королю Людовику XVI ультиматум в отношении владетельных князей Эльзаса. Однако силы коалиции не спешили использовать свое преимущество, и командующий Рейнской армией Николя Люкнер решил атаковать цитадель в Поррантруи, чтобы предотвратить вторжение. У него был лагерь из 12 000 человек в Нижнем Эльзасе, между Лаутербургом, Ландау и Висамбуром.
Люкнер приказал Адаму Филиппу, графу де Кюстину, продвинуться в провинцию Поррантруи, которая принадлежала князю-епископу Базеля. Это позволяло избежать вторжения с этой территории через французскую границу.
Во главе 2000 человек, с полковником Шарлем Гранжье де ла Ферьером, командиром 23-го пехотного полка, в качестве его заместителя, а также с тремя пехотными батальонами, артиллерийской ротой и примерно 300 драгунами, Кюстин двинулся на швейцарскую территорию и потребовал сдачи Поррантруи. В цитадели был гарнизон из 400 австрийцев, но князь-епископ не хотел осады и отвел гарнизон в Бьен. Таким образом, Кюстин без боя захватил Поррантруи и смог закрепиться на горе Ломон, чтобы защитить долины Фрибурга, Бьена, Базеля и Золотурна. Поррантруи присоединили к Франции, и он был столицей французского департамента Мон-Террибль с 1793 по 1800 год.